# Катынь
Не следует путать с Хатынью или Катунью.
Ка́тынь — село в Смоленской области России, примерно в 23 км западнее современного центра Смоленска. Административный центр Катынского сельского поселения. Одноимённая железнодорожная станция на Смоленском направлении МЖД.
Катынь получила известность в связи с применением данного топонима к месту Катынского расстрела, массового убийства польских пленных офицеров и советских граждан органами НКВД во времена Второй мировой войны. 17 сентября 1939 года советские войска, вступившие на территорию Польши по приказу Сталина, насильно вывезли польских офицеров и представителей интеллигенции — всего более 20 тысяч человек (по некоторым данным — 25 857 человек). Они стали заложниками, сначала их мучили в камерах, а затем сотрудники НКВД расстреляли их в разных местах, в частности в катынских лесах 4421 человек.
Факт массовых расстрелов сталинские власти долгое время умалчивали, поэтому о смерти своих мужчин женщины замученных узнали только спустя годы. Некоторые советские источники указывают на то, что здесь были казнены в 1943 году около 500 большевиков немецкими нацистами. В ходе ведения следствия здесь также были найдены места захоронения людей, наиболее вероятно казнённых советскими карательными органами в 1920—1930-х годах. Недалеко от Катыни в лесу был построен мемориальный комплекс в честь погибших.
Также Катынь известна в связи с катастрофой в 2010 году самолёта, на борту которого находилась польская делегация во главе с президентом Польши Лехом Качиньским, летевшая посетить мемориальный комплекс на 70-летие Катынского расстрела — сама авиакатастрофа произошла около Смоленска.

## История и название
Существует три версии возникновения названия:
1. От глагола катать, катить (возможно, что здесь суда на пути из варяг в греки перекатывались на катках из бассейна Днепра в бассейн Западной Двины).
2. От древнерусского кать, катунь (становище, стан, лагерь).
3. От белорусского и украинского кат (палач): по-польски «Катынь» — палаческое место[2]. (Смоленские земли находились под властью Речи Посполитой с 1618 по 1667 год.)

## Население
| 2007 |
| ---- |
| 1737 |

Численность населения — 1737 человек (2007).

## Экономика

### Предприятия
- АО «Катынское»,
- ЗАО «Строй-Олакс»,
- ОАО «САРС-Катынь» (многопрофильное предприятие ЖКХ),
- ЗАО АК «Олакс»,
- ЗАО «Агрофирма-Катынь» (сельхозпроизводитель),
- ОАО «Смоленскавторемсервис»,
- «Смоленскгазавтосервис»,
- АЗС,
- колбасный цех,
- молочный цех,
- кондитерский цех,
- швейный цех,
- пекарня.

### Учреждения
- АТС,
- Техникум отраслевых технологий,
- средняя школа,
- детсады,
- санаторий МВД «Борок»,
- амбулатория,
- больница,
- детская поликлиника,
- музыкальная школа,
- дом культуры,
- две библиотеки,
- почта.

## Достопримечательности
- Курганная группа (38 курганов) на территории села.
- Неолитические стоянки (10 стоянок). Примерный возраст — 10 тыс. лет.

В 12 км восточнее Катыни, вдоль правого берега Днепра, находится один из крупнейших в России археологических комплексов — Гнёздово, который включает в себя два городища и более десяти курганных могильников (несколько тысяч собственно курганов). Все памятники относятся к IX—XI векам.
К юго-востоку от Катыни находится Катынский лес, расположенный рядом с деревней Гнёздово и известный как одно из мест Катынского расстрела — массовых расстрелов и захоронений пленных польских офицеров.

## Комментарии
1. ↑  На официальном сайте мемориального комплекса «Катынь» указано ударение на первый слог; в ряде источников встречается также вариант Каты́нь[1].